# 加沃拉诺
加沃拉诺（義大利語：Gavorrano），是意大利格罗塞托省的一个市镇。总面积164.04平方公里，人口8984人，人口密度54.8人/平方公里（2009年）。ISTAT代码为053010。